# کمال بی
کمال بی (به انگلیسی: Kamal Bey،  زادهٔ ۳ ژانویهٔ ۱۹۹۸) یک کشتی‌گیر فرنگی‌کار اهل کشور آمریکا است. وی سابقه حضور در المپیک ۲۰۲۴ پاریس را دارد.  